# Hans-Martin Schlebusch
Hans-Martin Schlebusch (* 15. Dezember 1946 in Aachen) ist ein deutscher Politiker der CDU.

## Ausbildung und Beruf
Nach dem Ablegen des Abiturs 1966 leistete Hans-Martin Schlebusch von 1966 bis 1968 seinen Wehrdienst ab. Von April 1968 bis November 1972 studierte er Wirtschaftswissenschaft und Mathematik an der Ruhr-Universität Bochum. Dieses beendete er im November 1972 als Diplom-Ökonom. Von Februar 1973 bis Januar 1975 arbeitete er als Revisionsassistent bei der Deutschen Unilever GmbH in Hamburg. Von Februar 1975 bis Februar 1983 arbeitete er als Lehrer und wurde Rektor der privaten Fachschule für Wirtschaft in Duisburg und der Wirtschaftsfachschule Bahr. Zuletzt war er Studienrat im Ersatzschuldienst tätig. Von März 1983 bis Dezember 1997 war er als Studienrat am Hans-Böckler-Berufskolleg in Oberhausen für die Fächer Mathematik/EDV und Politik zuständig.

## Politik
Hans-Martin Schlebusch ist seit November 1972 Mitglied der CDU. Er war von 1977 bis 1981 Vorsitzender der Jungen Union, Kreisverband Mülheim. Er ist seit 1978 Vorsitzender des CDU-Ortsverbandes Mülheim-Speldorf sowie seit 1990 Vorsitzender der CDU-Mittelstands- und Wirtschaftsvereinigung im Kreisverband Mülheim. 
Weitere politische Ämter: Mitglied des Kreisparteivorstandes Mülheim seit 1990 und stellvertretender Vorsitzender der Mittelstands- und Wirtschaftsvereinigung Ruhrgebiet seit 1992. Außerdem ist Schlebusch seit 1997 Mitglied im Landesvorstand der CDU-Mittelstands- und Wirtschaftsvereinigung. Er war Mitglied des Rates der Stadt Mülheim von Oktober 1979 bis März 1998 und erneut ab Oktober 1999. Von Oktober 1999 bis zum 26. Oktober 2000 war er Schulausschussvorsitzender.
Hans-Martin Schlebusch war Mitglied des 12. Landtages von Nordrhein-Westfalen, in den er am 16. Dezember 1997 nachrückte. Von 2000 bis 2005 war er Mitglied des 13. Landtags, in den er über die Landesliste einzog.